# Ohangwena II
Ohangwena II ist ein im Jahr 2012 entdecktes Grundwasserreservoir in Namibia.
Im Cuvelai-Etosha-Becken wurde im Jahr 2012 ein großes Grundwasserreservoir entdeckt, das nach der Fundregion Ohangwena II genannt wurde. Das Grundwasser hat Trinkwasserqualität, insgesamt wird ein Süßwasser-Vorrat von 5 bis 8 Milliarden Kubikmetern vermutet (5 Billionen bis 8 Billionen Liter). Das Reservoir wurde im Norden des Landes gefunden, in dem es sehr trocken ist und in dem fast nur Wüste vorhanden ist. Es liegt in 300 Meter Tiefe und soll nach Meinung von Forschern der Bundesanstalt für Geowissenschaften und Rohstoffe (kurz BGR) etwa 10.000 Jahre alt sein. Das Grundwasser ist wahrscheinlich aus den Bergen des nördlich gelegenen Angola gekommen. Es ist unklar, ob heute noch eine Grundwasserneubildung aus dieser Quelle stattfindet.
Das Wasser könnte nach Meinung der Entdecker für mehr als 400 Jahre für fast die Hälfte der lebenden Bevölkerung Namibias oder für die ganze Bevölkerung des Nordens Namibias ausreichen. Das Grundwasser steht unter hohem Druck, so dass kein großer Aufwand betrieben werden muss, um es durch Bohrungen von der Erdoberfläche aus zu fördern. Zur bestmöglichen Erschließung des Grundwasserreservoirs werden mindestens 50 Brunnen benötigt. Eine Gefahr bei der Erschließung des Grundwassers stellt allerdings Salzwasser dar, das oberhalb des Trinkwasserreservoirs vorkommt, und bei unsachgemäßer Erschließung das darunter liegende Grundwasser verschmutzen könnte.